# Rio de Moinhos (Abrantes)
Rio de Moinhos é uma povoação portuguesa sede da Freguesia de Rio de Moinhos do Município de Abrantes, na província do Ribatejo, e na atual região do Oeste e Vale do Tejo e NUT3 do Médio Tejo, freguesia com 20,03 km² de área e 952 habitantes (censo de 2021), tendo, por isso, uma densidade populacional de 47,5 hab./km².
A Freguesia de Rio de Moinhos situa-se na parte ocidental do município, a norte do rio Tejo. Tem como vizinhos o Município de Constância, a oeste, e as freguesias de Aldeia do Mato, Abrantes (sede do Município) e Tramagal a norte, leste e sul, respetivamente. É ribeirinha à margem direita do rio Tejo, ao longo do limite com o Tramagal.

## História
Primitivamente era chamada Ribeira dos Moinhos. Adquiriu este nome das numerosas azenhas e moinhos que existiam - e existem - em todo o curso da ribeira que - através dum fértil e rico vale, com aproximadamente 8 km - vem lançar-se no Tejo. Ignora-se a data da sua fundação. Pela localização à beira-Tejo, admite-se que os primeiros habitantes fossem pescadores.

## Demografia
A população registada nos censos foi:
| Ano  | 0-14 Anos | 15-24 Anos | 25-64 Anos | > 65 Anos |
| 2001 | 181       | 164        | 682        | 361       |
| 2011 | 142       | 109        | 611        | 340       |
| 2021 | 60        | 79         | 481        | 332       |

## Economia
A atividade económica é distribuída pela agricultura, comércio (salchiraria, ramo alimentar, carpintaria, construção civil e automóvel), serviços e indústria (madeira e automóvel). Uma conhecida fábrica em Tramagal emprega número significativo de pessoas de Rio de Moinhos.

## Educação
Ao todo, 85 alunos encontram-se divididos em dois níveis de ensino: o pré-escolar e o 1º ciclo do ensino básico. O pré-escolar (Amoreira, Rio de Moinhos e Pucariça) recebe 46 crianças, ao passo que o 1º ciclo EB é frequentado por 39 alunos. Para usufruir de momentos de lazer, as crianças podem brincar nos 4 parques infantis.[carece de fontes?]

## Cultura
Em termos de associações, pode-se falar na Associação de Moradores de Amoreira, na Associação de Caçadores, na Junta de Agricultores, no Centro de Apoio a Idosos da freguesia de Rio de Moinhos, no Centro Cultural e Desportivo de Amoreira, na Conferência de São Vicente de Paulo, na Sociedade Filarmónica de Educação e Beneficência Riomoinhense (com duzentos anos - a mais antiga do districto de Santarém), a Casa do Povo de Rio de Moinhos, o rancho folclórico "Os Moleiros" da Casa do Povo de Rio de Moinhos, a Comissão de melhoramentos da Pucariça e da Associação Juvenil Remoinhos d´Água.[carece de fontes?]

## Desporto
Esta vertente conta com o contributo de duas Associações: o Centro de Cultura e Desporto de Amoreira e a Casa do Povo de Rio de Moinhos. A nível de infraestruturas desportivas, a população tem ao seu dispor dois campos de futebol de 11, um Ringue de Futebol de Salão e um Polidesportivo descoberto.[carece de fontes?]

## Carências
A população está cada vez mais envelhecida. Os jovens vão para outros locais viver e trabalhar, pois em Rio de Moinhos falta investimento, infraestruturas para novas habitações, animação social e ocupação dos tempos livres (aqui também se queixam os idosos).[carece de fontes?]

## Festas
- Procissão das Fogaças - Setembro
- Procissão dos Passos - Domingo de Ramos
- Procissão do Corpo de Deus (com a presença da Filarmónica da Terra) - Junho
- Festa de Santo António Pucariça - Verão
- Festas Anuais Rio de Moinhos e de Amoreira - Agosto
- Armação do Pinheiro de Amoreira - Domingo de Pascoela
- Feira de Actividades, Económicas, Sociais e Culturais - Julho
- Encontro Nacional dos Rio de Moinhos de Portugal - Julho
- Almoço convívio entre todos os Riomoinhenses - 1º Sábado de Setembro

## O que comer
As tigeladas, as broas de mel, os bolos de Ferradura e os enchidos (chouriço, morcela, farinheira e moura) enfeitam as mesas locais.

## Percursos
Os encantos e as belezas da terra assentam em dois pilares: arquitectónico e natureza. Relativamente ao primeiro, destaca-se a Igreja Matriz. Referência, também, para alguns moinhos de água.
Um miradouro, às margens do Rio Tejo, e as vistas panorâmicas fazem parte dos espaços naturais de toda a freguesia.[carece de fontes?]